# هری فیر
هری فیر (انگلیسی: Harry Fare; ۱ مهٔ ۱۸۹۶ – ۱۲ اوت ۱۹۶۳) بازیکن فوتبال اهل بریتانیا بود.
از باشگاه‌هایی که در آن بازی کرده‌است می‌توان به باشگاه فوتبال اورتون، باشگاه فوتبال استالی‌بریج سلتیک، و باشگاه فوتبال بری اشاره کرد.